# Xian de Garzê
Le xian de Garzê (chinois : 甘孜县 ; pinyin : gānzī xiàn ; tibétain : དཀར་མཛེས་རྫོང་, Wylie : dkar mdzes rdzong, pinyin tibétain : Garzê Zong) est un district administratif de la province du Sichuan en Chine. Il est placé sous la juridiction de la préfecture autonome tibétaine de Garzê.

## Démographie
La population du district était de 56 264 habitants en 1999.

## Monuments
Le Monastère de Dargyé datant du XVIIe siècle, pendant le contrôle du Tibet par les Mongols qoshots, quelques années après qu'ils mirent les gelugpa au pouvoir religieux.

## Galerie

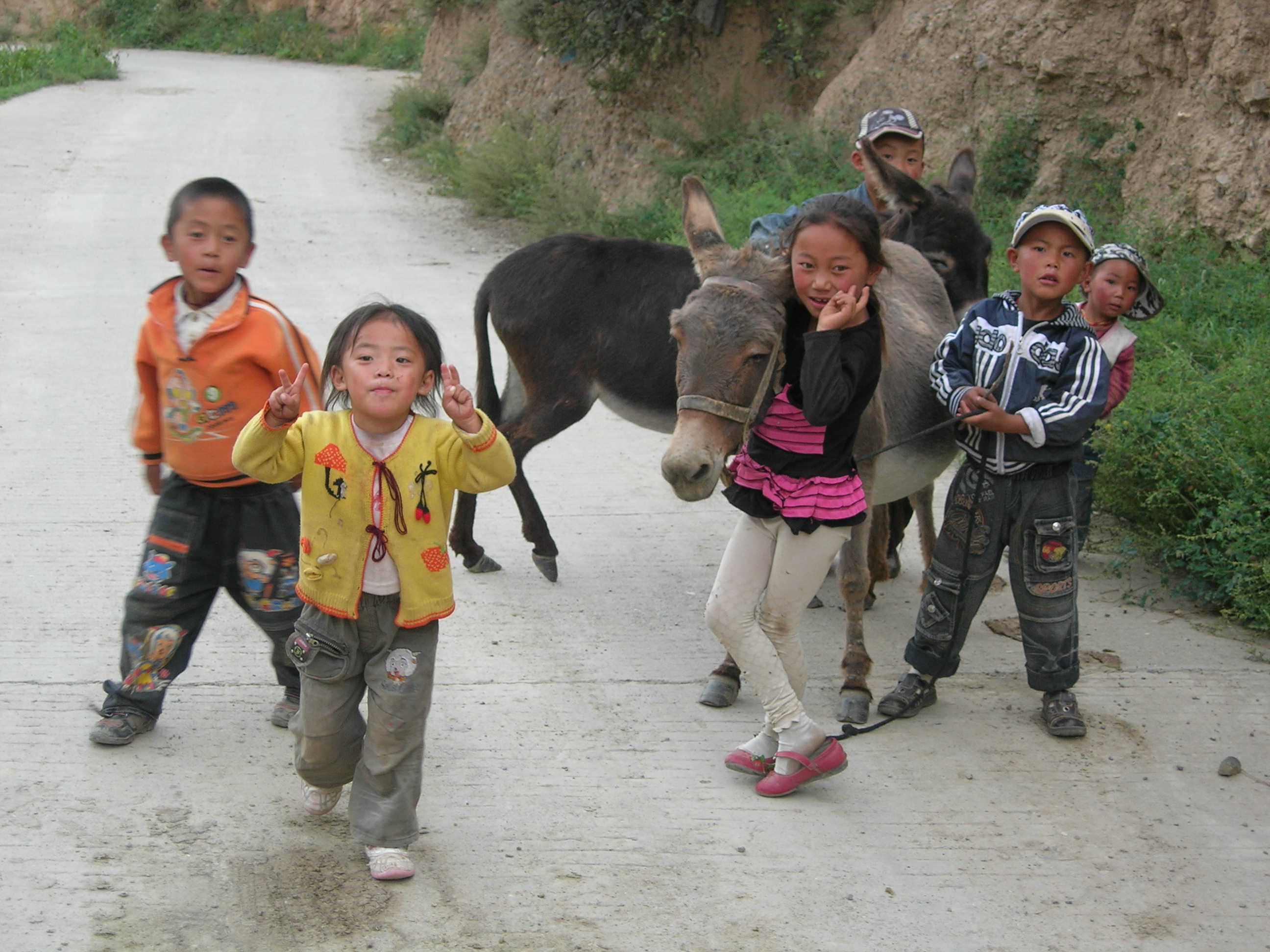
Enfants sur la route vers le Gompa de Garzê.
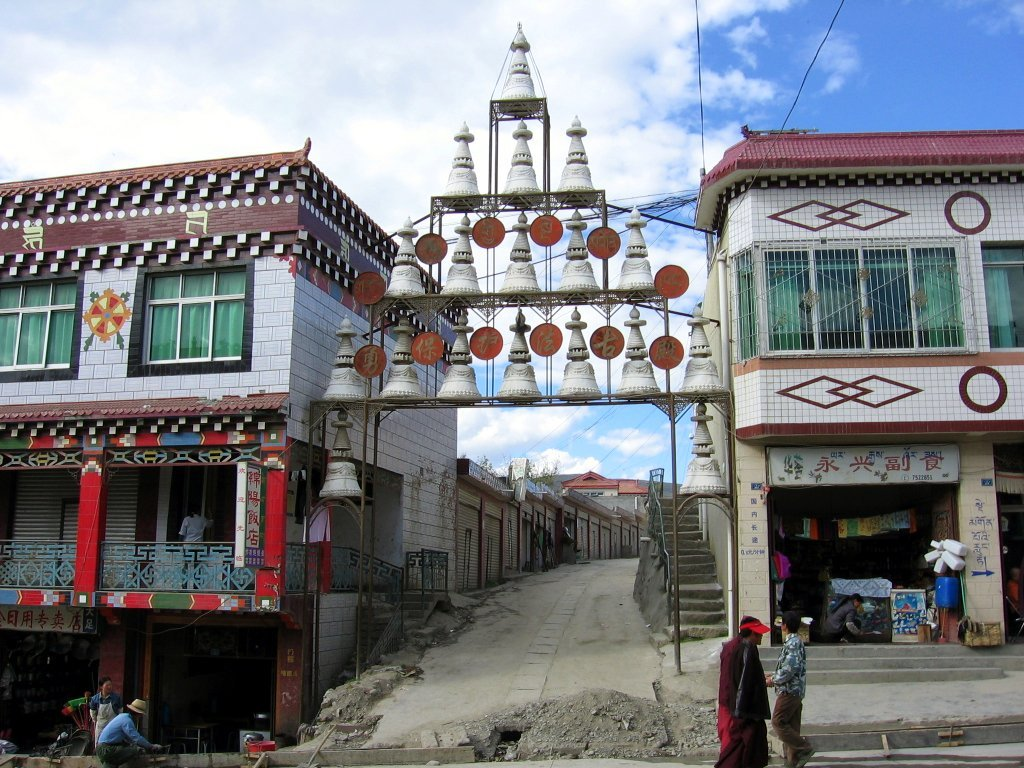
Ruelle de Garzê.
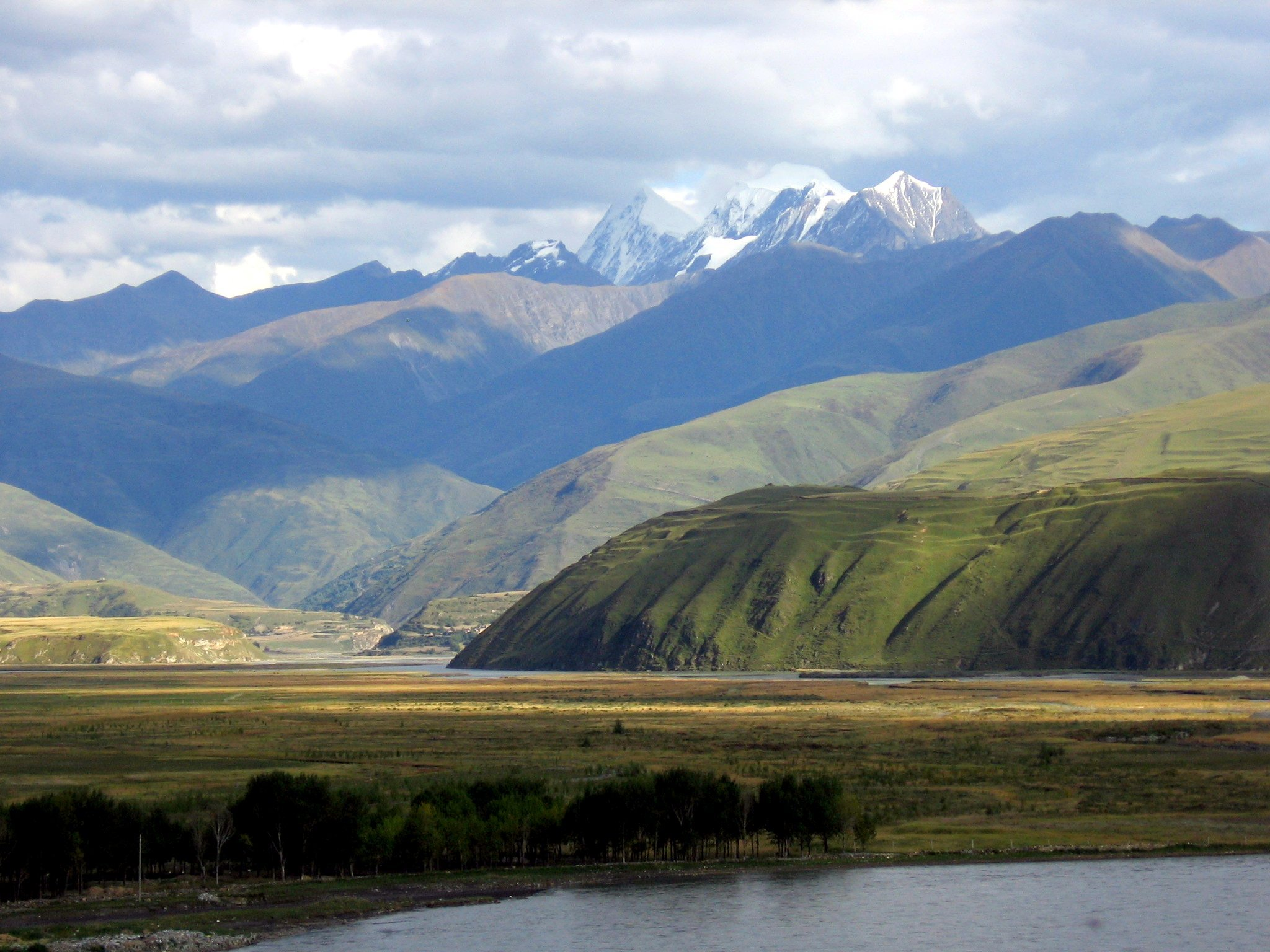
Paysage de Garzê.
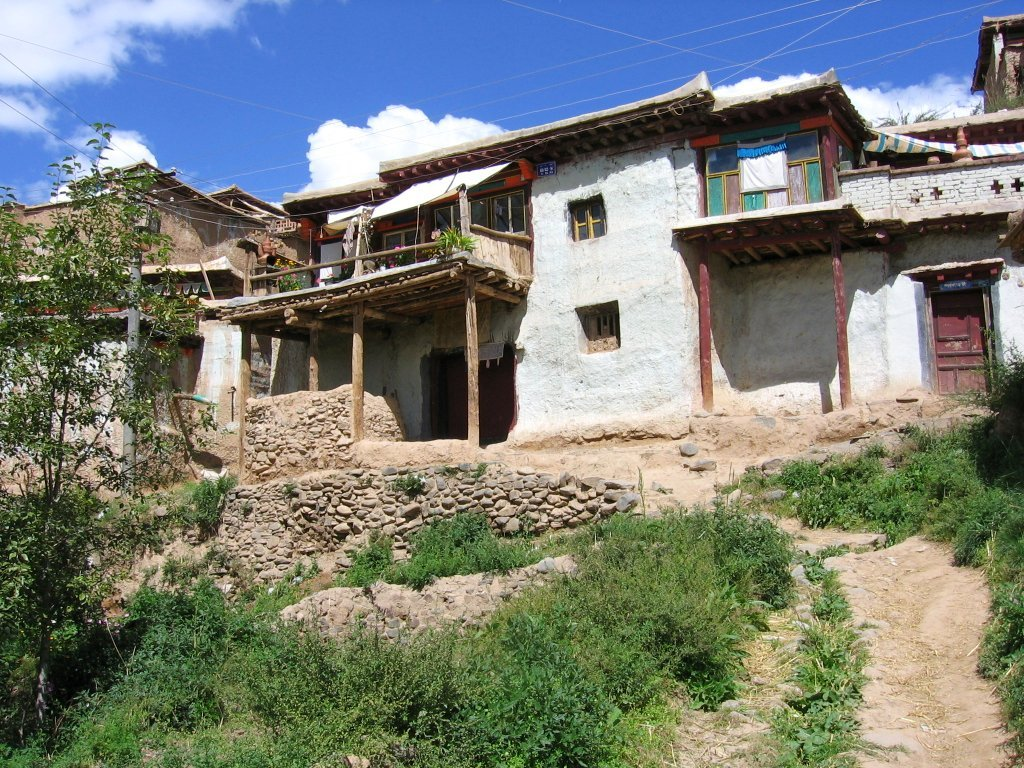
Grande demeure.
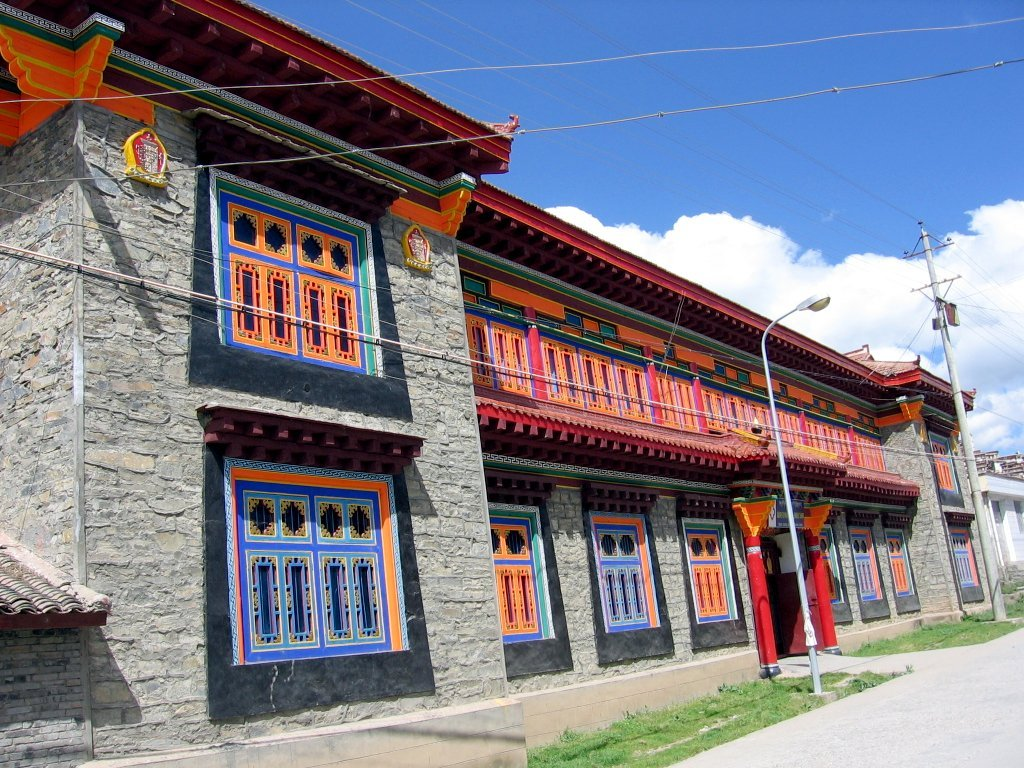
Monastère.